# Chilumena
Chilumena is een geslacht van spinnen uit de familie mierenjagers (Zodariidae).

## Soorten
Het geslacht kent de volgende soorten:
- Chilumena baehrorum Jocqué, 1995
- Chilumena reprobans Jocqué, 1995